# 光之美少女Splash Star
《光之美少女Splash Star》（Splash Star）是由東映動畫所製作的動畫作品，為《光之美少女系列》的第三季作品，屬第二代光之美少女。

## 故事簡介
活潑的運動女孩日向咲，和喜愛美術的少女美翔舞，她們是就讀海原市立夕風中學的平凡中學生。為了阻止想用毀滅之力支配世界的邪惡大王，小葵和小舞借助泉之鄉的精靈－弗拉比和喬比之力變身成傳說中的戰士「光之美少女」，努力對抗邪惡大王及其手下們的陰謀。

## 登場人物

### 光之美少女（Precure）
日向咲／花天使／月天使（Hyuuga Saki／Cure Bloom／Cure Bright）
配音：樹元織江（日本）；錢欣郁（TV版）→楊凱凱（劇場版）→馮嘉德（DX）→傅其慧（DX2）→趙樺（DX3）→楊詩穎、雷碧文（All STARS F）（台灣）；林元春（TVB）、莫曉晴（ViuTV）、（All STARS F）（香港）
形象顏色：  粉紅色
本作主角之一，夕風中學2年B班學生。 出生1992年8月7日（13歲），獅子座，血型為O型。在學校是壘球隊的隊員，守備位置是投手。家裡經營名叫「香噴噴麵包屋」的麵包店。仰慕舞的哥哥，美翔和也。
精靈夥伴是弗拉比，戰鬥時經弗拉比協助變身成花天使，其擁有大地的金黃色精靈之光。中期得到「光之美少女魔力轉轉環」（Spiral Ring）後可使用新必殺技。後期能藉由姆姆給予的滿月之力變身為月天使，其擁有屬於滿月的黃綠色精靈之光。
變身咒語為「雙重精靈神力（Dual Spiritual Power）」。
變身口號為「閃亮的金色花朵，花天使！」與「照亮天空的月光，月天使！」。
團體口號為「我們是光之美少女！」。
戰鬥台詞是「不要再那麼貪得無厭了」。
美翔舞／舞天使／風天使（Mishou Mai／Cure Egret／Cure Windy）
配音：榎本溫子（日本）；龍顯蕙（TV版）、林美秀（劇場版）、楊凱凱（DX）、林沛笭（DX2、DX3）（台灣）；梁少霞（香港）
形象顏色：  白色
本作主角之一，轉學至夕風中學2年B班的轉學生。 出生1992年11月20日（13歲），天蠍座，血型為AB型。學校美術社社員，非常熱衷於繪畫，當專注於畫上時，常常察覺不到身邊發生的事。
精靈夥伴是喬比，戰鬥時經喬比的協助變身成舞天使，其擁有天空的銀藍色精靈之光。中期得到「光之美少女魔力轉轉環」後可使用新必殺技。後期能藉由芙芙給予的薰風之力變身為風天使，其擁有屬於薰風的粉紅色精靈之光。
變身咒語為「雙重精靈神力（Dual Spiritual Power）」。
變身口號為「耀眼的銀色羽翼，舞天使！」與「吹拂大地的微風，風天使！」。
團體口號為「我們是光之美少女！」。
戰鬥台詞是「玷汙了神聖之泉的人啊」。
- 合體必殺技

光之美少女 雙重漩渦 Splash（Precure Twin Stream Splash）
彼此握住一隻手，同時用手掌吸收精靈之光後自手背的圖徽釋放出光芒，分別再用雙手推出黃與藍的流狀物，衝向敵方。
光之美少女 轉轉愛心 Splash（Precure Spiral Heart Splash）
得到新輔助武器「光之美少女魔力轉轉環」（Precure Spiral Ring）後強化的招式。不再用手掌收集精靈力而是改用「光之美少女魔力轉轉環」吸收精靈之光從而增強威力，口號、出招過程跟形態也有所改變。擊中敵人後會形成心型。
光之美少女 轉轉星光 Splash（Precure Spiral Star Splash）
「魔力轉轉環」上的愛心標誌變成星型，用「光之美少女魔力轉轉環」吸收精靈之光後自手背的圖徽噴出，用雙手分別推出所釋放的黃綠與粉紅的光束，使光束衝向敵方。擊中敵人後會形成星型。跟「轉轉愛心Splash」其實大同小異，差別是用不同的力量發放出來。
光之美少女 轉轉愛心星光 Splash（Precure Spiral Heart Splash Star）
集合花、月、風四戰士以及所有精靈的力量所釋放出的最強光束。

### 泉之鄉
眾多精靈的故鄉，由七座水泉與世界樹所組成，用和平的力量維持世界平衡。
菲莉亞女王（Princess Filia）
配音：川田妙子（日本）；龍顯蕙（台灣）；陸惠玲（香港）
為泉之鄉的女王，世界樹的精靈，守護著世界樹。只有她知道太陽之泉（Fountain of Sun）就是與泉之鄉連接的綠之鄉生命泉源之「海洋」。
弗拉比（Flappy）
配音：山口勝平（日本）；雷碧文、馮嘉德（劇場版）（台灣）；黃玉娟、何璐怡（代配）（香港）
代表顏色：  水色
來自「泉之鄉」的花之精靈，咲的夥伴，身體呈淡藍色。說話會在最後加上「～拉比（～ラピ）」。他可以變身成手機形的變身用具，協助咲變身成花天使，能直接向大地收集金黃色的花之力量提供給花天使。後期經由月之力強化，變身手機的形狀也隨之改變，並能使用姆姆的滿月之力令小葵獲得月天使形態。弗拉比經強化後仍能維持花天使的變身，所以咲能在兩個變身形態之間隨意選擇和任意轉換。弗拉比能夠直接向大地收集精靈力維持花天使的變身，也能吸收由姆姆收集來的月之力量維持月天使的變身。
喬比（Choppy）
配音：松來未祐（2006-2011；已故）（日本）；洪郁婷、傅其慧（劇場版）（台灣）；鄭麗麗（香港）
形象顏色：  黄色
來自「泉之鄉」的鳥之精靈，舞的夥伴，身體呈乳白色。說話會在最後加上「～喬比（～チョピ）」。她可以變身成手機形的變身用具，協助舞變身成舞天使，能直接向天空收集銀藍色的鳥之力量提供給舞天使。後期得到風之力的強化，變身手機的形狀也隨之改變，並能使用芙芙的薰風之力令舞獲得風天使形態。喬比經強化後仍能維持舞天使的變身，所以舞能在兩個變身形態之間隨意選擇和任意轉換。喬比能夠直接向天空收集精靈力維持舞天使的變身，也能吸收由芙芙收集來的風之力量維持風天使的變身。
姆姆（Mupu）
配音：淵崎有子（日本）；龍顯蕙、林美秀（劇場版）（台灣）；沈小蘭（香港）
形象顏色：  緑色
來自「天空之泉」的月之精靈，身體呈黃綠色。說話會在最後加上「～姆姆（～ムプ）」。能向自然界收集之力提供給受方，但不具備變身魔法。能輸出力量令花天使和月天使獲得「魔力轉轉環」，令弗拉比變為強化形態，也能向弗拉比提供滿月之力令小葵變身成月天使。最終篇向滿輸出力量令其獲得月之形態。
芙芙（Fupu）
配音：岡村明美（日本）；江銘珊、楊凱凱（劇場版）（台灣）；何璐怡（香港）
形象顏色：  粉红色
來自「天空之泉」的風之精靈。身體呈粉紅色。說話會在最後加上「～芙芙（～ププ）」。能向自然界收集之力提供給受方，但不具備變身魔法。能輸出力量令舞天使和風天使獲得「魔力轉轉環」，令喬比變為強化形態，也能向喬比提供薰風之力令小舞變身成風天使。最終篇向薰輸出力量令其獲得風之形態。

### 毀滅之國「闇之深淵」（Dark Fall）
由邪惡大王所統治的邪惡國度，統治者使用毀滅之力摧毀泉之鄉，並企圖入侵綠之鄉和破壞世界的和平並毀滅世界。

#### 黑幕
葛亞（Goyan）
配音：森川智之（日本）；吳文民（台灣）；林保全、朱子聰（代配）（香港）
邪惡大王的心腹。平時是個卑鄙的小老頭，負責監視所有手下並向邪惡大王報告其戰績與收集光之美少女情報，常被水靈夫人誤叫"亞葛"。第41集搶走精靈之壺令已被光之美少女消滅的五行幹部復活。但其實他才是真正的邪惡大王，最終現出原形後是個可怕的怪物，聲稱是宇宙誕生之前就存在的毀滅之力，因為厭惡生命所以要毀滅宇宙令世界變回一片死寂。跟光之美少女和霧生姐妹進行了史上最激烈的戰鬥，最後被花天使、舞天使、月之滿及風之薰合力使出的最終必殺技“轉轉愛心星光Splash”消滅，臨死前還差點連花天使和舞天使都給他帶走了。
後來在STMM中被索爾希埃爾的魔力以最終型態復活，和皮耶羅一起聯手對抗Go！Princess 光之美少女、回聲天使與魔法天使，最後被Go！Princess 光之美少女打敗。
是首位在最終決戰後徹底消失的反派首領。
其名字源自於琉球語「苦瓜」。
臉型像葫蘆。

#### 首領
邪惡大王（Akudaikan）
配音：五代高之（日本）；黃天佑（台灣）；張炳強（香港）
終極大魔王，其真實身份是葛亞創造出來的傀儡。被光之美少女和滿薰合力打敗後因為失控被葛亞熄滅生命之火後消失。

### 滅之戰士
為各自統治泉之鄉的水泉戰士，其組合源自於「五行」。
而本作特別的是幹部並不是輪流出動而是同一個幹部連續出動，出場的順序為「樹魔人→火焰倫巴→土之魔→水靈夫人→金肉王」，最後，全部都被光之美少女消滅。
之後於第41話又被葛亞復活，並以兩人一組為同時搭檔，出場的順序為「樹魔人與火焰倫巴→樹魔人與土之魔→火焰倫巴與金肉王→土之魔與水靈夫人→水靈夫人與金肉王」，最終再度敗給光之美少女。
後來除了土之魔以外，其他人全部都在DX2中復活，最後和深海合體。
樹魔人（Karehan）
配音：千葉一伸（日本）；黃天佑（台灣）；黃榮璋→曹啟謙（DX2）（香港）
邪惡大王的手下，統治「樹之泉」。使用木的力量操控巫賽那。自稱「小樹魔」。
後來在DX2中復活，與妮亞合作對付FRESH光之美少女！，與桃天使及百香果天使交戰。
火焰倫巴（Moerumba）
配音：難波圭一（日本）；吳文民（台灣）；梁偉德（香港）
邪惡大王的手下，統治「火之泉」，使用火的力量操控巫賽那。個性熱情，常常使用拉丁系的語言說話，常稱光之美少女和滿薰為“Señorita”。
後來在DX2中復活，與水靈夫人、蒂娜合作對付Yes! 光之美少女5，與夢天使、火天使、星天使、冰天使和水天使交戰。
土之魔（DoroDoron）
配音：岩田光央（日本）；黃天佑（台灣）；陳卓智→潘文柏（香港）
邪惡大王的手下，統治「土之泉」，使用土的力量操控巫賽那。體格巨大，個性灰暗，討厭吵雜，常被滿跟薰欺負。遇到雨天可以吸收泥水變得更巨大。
水靈夫人（Ms. Shitatare）
配音：松井菜櫻子（日本）；雷碧文（台灣）；許盈（香港）
邪惡大王的手下，統治「水之泉」，使用水的力量操控巫賽那。個性高傲，幾乎每次都被咲叫錯名字。是五行幹部當中影響力最大的成員和唯一的女性，曾為了領功背叛葛亞，光之美少女的兩次強化都發生於其當主將的時代。
後來在DX2中復活，與火焰倫巴、蒂娜合作對付Yes! 光之美少女5，與夢天使、火天使、星天使、冰天使和水天使交戰。
金肉王（Kintoleski）
配音：小杉十郎太（日本）；黃天佑（台灣）；陳廷軒（香港）
邪惡大王的手下，統治「金之泉」，使用金的力量操控巫賽那，闇之深淵最強的戰士。以肌肉的力量和光之美少女戰鬥，是個喜歡堂堂正正一決勝負的健身狂。跟日向家關係要好，經常光顧其麵包店。
後來在DX2中復活，在精靈樂園先與桃天使交戰，後與黑天使交戰。

#### 霧生姊妹
霧生薰／風之薰（Kiryuu Kaoru）
配音：今井由香→岡村明美（日本）；洪郁婷（台灣）；陸惠玲、張頌欣（代配）（香港）
霧生滿／月之滿（Kiryuu Michiru）
配音：淵崎有子（日本）；雷碧文（台灣）；楊善諭→何晶晶（DX2）（香港）
突然來到夕風中學的謎樣轉學生，咲和舞的同班同學。真實身分是邪惡大王的忠實僕人，姐妹兩人一起支配著天空之泉（Fountain of Sky），最後和小葵跟小舞變成好友。在第23集姐妹兩人一齊捨命救回花天使跟舞天使，在第42集吸收精靈之壺的殘餘力量復活回來協助光之美少女對抗再生五行，在第48集後段，姐姐小薰獲得芙芙的部分力量變為風之薰，妹妹小滿獲得姆姆的部分力量變為月之滿。

#### 怪物
巫賽那（Uzaina）
配音：渡邊英雄（日本）；朱子聰→葉振聲（DX）（香港）
被毀滅之力操縱的奇蹟之露跟物件結合後產生的怪物，被光之美少女打敗後會釋放出被囚禁的精靈和一顆奇蹟之露。
名稱源自於日文「少囉嗦」（或）。

### 主角的家人

#### 日向家
日向大介（Hyuuga Daisuke）
配音：楠見尚己（日本）；吳文民（台灣）；李錦綸（香港）
咲的父親，「香噴噴麵包屋」的店長。
日向沙織（Hyuuga Saori）
配音：土井美加（日本）；龍顯蕙（台灣）；雷碧娜、林丹鳳（代配）、黃鳳英（代配）（香港）
咲的母親，職業麵包師傅。中學時曾參加壘球社。
日向實（Hyuuga Minori）
配音：齋藤彩夏（日本）；江銘珊（台灣）；曾佩儀→廖杏茵（DX、DX2）（香港）
咲的妹妹，就讀小學2年級，與姐姐感情很好。
小露妮（Korone）
配音：渡邊英雄（日本）；吳文民（台灣）；梁志達（香港）
日向家所飼養的貓。雄性，年齡等於中年男性。於日向咲九歲時撿回家飼養。在菲莉亞女王進入其體內後，得到步行及說話的能力。

#### 美翔家
美翔弘一郎（Mishou Kouichirou）
配音：入江崇史（日本）；黃天佑（台灣）；潘文柏（香港）
的父親，天文學家。
美翔可南子（Mishou Kanako）
配音：日下由美（日本）；雷碧文（台灣）；黃麗芳（香港）
的母親，考古學家。
美翔和也（Mishou Kazuya）
配音：野島健兒（日本）；吳文民（台灣）；曹啟謙（香港）
的哥哥，就讀高中2年級。夢想是當太空人，是小葵仰慕的對象。

### 夕風中學（Yuunagi Middle School）
篠原老師（Shinohara-sensei）
配音：冰青（日本）；江銘珊（台灣）；袁淑珍（香港）
跟班上的班導師，主要教英語，同時也是壘球社的顧問。
岡井老師
配音：伊藤靜（日本）；曾佩儀（香港）
星野健太（Hoshino Kenta）
配音：竹內順子（日本）；雷碧文、馮嘉德 （劇場版）（台灣）；張裕東（香港）
跟的同班同學，家裡從事海釣業「星野屋」，希望將來可以成為搞笑藝人，但笑話通常沒有很好笑，喜歡小葵。
宮迫學（Manabu Miyasako）
配音：入野自由（日本）；孫國卿（台灣）；曹啟謙（香港）
跟班上的班級代表，性格灰暗，因與健太組成相聲搭擋而被發掘到有意外的才能，亦擅於畫圖。與安藤加代互有好感。
伊東仁美（Itou Hitomi）
配音：小野涼子（日本）；江銘珊（台灣）；曾秀清、張頌欣（代配）（香港）
跟的同班同學。與同為壘球隊的隊員。
太田優子（Outa Yuuko）
配音：城雅子（日本）；程文意（香港）
跟的同班同學。與同為壘球隊的隊員，擔任隊上的捕手，似乎暗戀健太。
安藤加代（Andou Kayo）
配音：中川亞紀子（日本）；龍顯蕙（台灣）；何璐怡（香港）
跟的同班同學，擔任班級代表。與宮迫學互有好感。
竹内彩乃
配音：石塚沙賴（日本）；何璐怡（香港）
二階堂直人
配音：安澄純（日本）；馮錦堂（香港）
新田純平
配音：山口孝史（日本）；李錦綸（香港）
泉田
配音：伊藤靜（日本）；高可慧（香港）

### 其他
星野健吾、星野靜江
配音：志村知幸、甲斐田幸（日本）；梁志達、謝潔貞（香港）
友也
配音：福圓美里（日本）；楊善諭（香港）
鈴木明日香
配音：澤海陽子（日本）；陸惠玲（香港）
山口真理
配音：伊瀬茉莉也（日本）；沈小蘭（香港）
柳田國吉
配音：園部啓一（日本）；朱子聰（香港）
亞紀
配音：曾佩儀（香港）

## 光之美少女的用具
光之美少女的變身器具（Mix Communes／Crystal Communes）
由各自的精靈夥伴變成。
奇蹟之露（Miracle Drops）
泉之鄉的泉水被毀之後，每個泉水的力量化作七顆對應彩虹七色的小珠子，稱作「奇蹟之露」。五個幹部和霧生姐妹分別掌管對應六個泉水共42顆奇蹟之露，並用來製造怪物巫賽那。每個巫賽那被打敗都會釋放出一顆奇蹟之露。收齊七顆奇蹟之露就能令相對應的泉水復活。
精靈之壺（Fairy Carafe）
用來收集奇蹟之露的容器，收齊對應水泉的七顆奇蹟之露就能令水泉復活。光之美少女將六個泉水復活後菲利亞女王用它來裝起六個泉水的力量準備灌注到太陽之泉裡，但不幸被葛亞搶走並用來令已被消滅的五個幹部復活，剩下的力量被滿、薰所吸收。
Splash 交流電腦（Splash Commune）
為光之美少女提供「魔力轉轉環」的微電腦型魔法道具。從第24集起，姆姆跟芙芙跳進Splash 交流電腦中，電腦將其力量化為魔力轉轉環提供給光之美少女。
光之美少女魔力轉轉環（Precure Spiral Ring）
光之美少女藉著「光之美少女魔力轉轉環」吸收精靈之光從而增強威力，使出威力更強的「轉轉愛心 Splash」和「轉轉星光 Splash」。

## 電視動畫
日本
「Splash Star」
- 播放電視台及時間：朝日電視台，逢星期日早上8時30分至9時
- 播放日期：2006年2月5日 - 2007年1月28日　全49話

台灣
「光之美少女Splash Star」
- 播放電視台及時間：東森幼幼台，逢星期六日晚上7時至7時30分（2008年6月28日起改至逢星期六晚上6時至6時30分），以國語配音播出。
- 播放日期：2008年4月26日 - 2009年1月24日　全49話

香港

- 播放電視台及時間：翡翠台，逢星期一下午4時15分至4時45分及星期二至五下午4時30分至5時於放學ICU時段內播出，以粵語播出。
- 播放日期：2008年12月26日 - 2009年3月5日  全49話

### 各話標題
| 話數 | 標題（日文原文） | 標題（台灣東森幼幼台翻譯）      | 標題（香港翡翠台翻譯）          | 劇本     | 作畫監督          | 分鏡/演出         | 美術       | 日本放送日    | 香港放送日      | 香港重播放送日 |
| ---- | ---------------- | ------------------------------- | ------------------------------- | -------- | ----------------- | ----------------- | ---------- | ------------- | --------------- | -------------- |
| 1    |                  | 驚奇的再會!他們兩個是誰啊!?     | 驚訝的再會!她們到底是誰!?       | 長津晴子 | 青山充 稻上晃     | 小村敏明          | 行信三     | 2006年 2月5日 | 2008年 12月26日 | 2011年 8月30日 |
| 2    |                  | 香噴噴歡迎會上有暴風雨的預感!   | 香噴噴的歡迎會上有暴風雨的預感! | 成田良美 | 河野宏之          | 大塚隆史          | 行信三     | 2月12日       | 12月29日        | 8月31日        |
| 3    |                  | 正面對決!妳就是主將了!!         | 正面對決!你就是主將了!!         | 清水東   | 東美帆            | 岩井隆央          | 行信三     | 2月19日       | 12月30日        | 9月1日         |
| 4    |                  | 不會吧!?春天的風景還有蟬鳴聲    | 不會吧!?春天的風景和蟬鳴叫聲    | 羽原大介 | 高橋任治          | 矢部秋則          | 行信三     | 2月26日       | 12月31日        | 9月2日         |
| 5    |                  | 健太怎麼辦!?咲與英俊的哥哥!     | 健太怎麼辦!?阿葵與英俊的哥哥!       | 成田良美 | 為我井克美        | 山吉康夫          | 行信三     | 3月5日        | 2009年 1月1日   | 9月5日         |
| 6    |                  | 爸爸最棒了!最能幹的爸爸!!       | 果然我爸爸他才是最出色的!       | 羽原大介 | 生田目康裕        | 川田武範          | 行信三     | 3月12日       | 1月2日          | 9月6日         |
| 7    |                  | 超認真!憤怒的樹魔人!            | 超認真!憤怒的樹魔人!            | 長津晴子 | 飯島秀一          | 小村敏明          | 行信三     | 3月19日       | 1月5日          | 9月7日         |
| 8    |                  | 最喜歡!小實和兩個姊姊               | 最喜歡你們!小實和兩位姐姐           | 清水東   | 青山充            | 大塚隆史          | 井芹達朗   | 3月26日       | 1月6日          | 9月8日         |
| 9    |                  | 不可以妨礙朗誦會!               | 不要阻礙朗讀會!                 | 成田良美 | 川村敏江          | 岡佳廣            | 行信三     | 4月2日        | 1月7日          | 9月9日         |
| 10   |                  | 有點糟糕?海上的大騷動           | 有點麻煩?海上的大騷動           | 清水東   | 東美帆            | 岩井隆央          | 杦浦正一郎 | 4月9日        | 1月8日          | 9月12日        |
| 11   |                  | 生病的弗拉比身陷大危機!         | 生病的弗拉比陷入大危機!         | 羽原大介 | 河野宏之          | 座古明史          | 行信三     | 4月16日       | 1月9日          | 9月13日        |
| 12   |                  | 喬比得了思鄉病?                 | 喬比患上一點點思鄉病?           | 清水東   | 篁馨              | 矢部秋則          | 杦浦正一郎 | 4月23日       | 1月12日         | 9月14日        |
| 13   |                  | 太熱了!火焰倫巴之!              | 太熱了!火焰倫巴之!              | 羽原大介 | 高橋任治          | 山吉康夫          | 行信三     | 4月30日       | 1月13日         | 9月15日        |
| 14   |                  | 神秘的轉學生!滿和薰             | 謎之轉校生!阿滿和阿薰出場               | 成田良美 | 為我井克美        | 川田武範          | 保坂有美   | 5月7日        | 1月14日         | 9月16日        |
| 15   |                  | 壘球是母女間的羈絆              | 棒球是母女之間的聯繫            | 山下憲一 | 生田目康裕        | 大塚隆史          | 行信三     | 5月14日       | 1月15日         | 9月19日        |
| 16   |                  | 夢想、希望與健太的煩惱!         | 夢想、希望與健太的煩惱!         | 羽原大介 | 飯島秀一          | 岩井隆央          | 行信三     | 5月21日       | 1月16日         | 9月20日        |
| 17   |                  | 破掉的土偶!舞跟媽媽怎麼辦       | 破了的土偶!阿舞和媽媽該怎麼辦呢     | 山下憲一 | 青山充            | 岡佳廣            | 杦浦正一郎 | 5月28日       | 1月19日         | 9月21日        |
| 18   |                  | 今日特賣!滿與薰來幫忙!?         | 今日大減價!阿滿與阿薰也來幫忙!?         | 成田良美 | 川村敏江          | 矢部秋則          | 行信三     | 6月4日        | 1月20日         | 9月22日        |
| 19   |                  | 什麼才是最重要的?咲和舞的願望   | 最重要的東西是什麼?阿葵和阿舞的願望     | 清水東   | 河野宏之          | 山吉康夫          | 井芹達朗   | 6月11日       | 1月21日         | 9月23日        |
| 20   |                  | 遇到下雨天就變強的土之魔!       | 下雨天會變強的土之魔!           | 清水東   | 篁馨              | 川田武範          | 行信三     | 6月25日       | 1月22日         | 9月26日        |
| 21   |                  | 在夜空中綻放光芒!星光中的夥伴們 | 於夜空中綻放光芒!星光中的好朋友 | 山下憲一 | 高橋任治          | 座古明史          | 行信三     | 7月2日        | 1月23日         | 9月27日        |
| 22   |                  | 超驚訝!滿與薰的衝擊告白!!       | 超震驚!阿滿和阿薰衝擊的表白!!           | 羽原大介 | 青山充            | 岩井隆央          | 行信三     | 7月9日        | 1月27日         | 9月28日        |
| 23   |                  | 終於與可怕的邪惡大王正面對決    | 終於與可怕的邪惡大王正面對決!!  | 成田良美 | 為我井克美        | 長峯達也          | 行信三     | 7月16日       | 1月28日         | 9月30日        |
| 24   |                  | 姆姆和芙芙登場!他們是誰啊?      | 姆姆、芙芙登場!即是誰啊?!!      | 成田良美 | 奧山美佳 稻上晃   | 岡佳廣 小村敏明   | 行信三     | 7月23日       | 1月29日         | 10月3日        |
| 25   |                  | 生意興隆!到海之家幫忙           | 生意興隆!到海之家幫忙!!         | 山下憲一 | 飯島秀一          | 大塚隆史          | 行信三     | 7月30日       | 1月30日         | 10月4日        |
| 26   |                  | 別讓咲知道!緊張的暑期集訓!      | 不要讓阿葵知道!緊張的暑期特訓!      | 清水東   | 川村敏江          | 矢部秋則          | 行信三     | 8月6日        | 2月2日          | 10月5日        |
| 27   |                  | 每個人我都喜歡!夏日祭典的回憶   | 最喜歡大家!充滿回憶的夏天祭禮     | 村山功   | 篁馨              | 川田武範          | 行信三     | 8月13日       | 2月3日          | 10月6日        |
| 28   |                  | 出遊!電車!大冒險!               | 去旅行!坐火車!大冒險!           | 羽原大介 | 河野宏之          | 山吉康夫          | 井芹達朗   | 8月20日       | 2月4日          | 10月7日        |
| 29   |                  | 弗拉比跟喬比的窮途末路!         | 弗拉比、喬比窮途末路!           | 羽原大介 | 東美帆            | 岩井隆央          | 行信三     | 8月27日       | 2月5日          | 10月10日       |
| 30   |                  | 驚奇的力量!光之美少女大變身!!   | 奇異的力量!Precure大變身!!      | 成田良美 | 高橋任治 稻上晃   | 小村敏明          | 行信三     | 9月3日        | 2月6日          | 10月11日       |
| 31   |                  | 真的決定了嗎?健太的搭檔是誰!?   | 真的決定了嗎?健太的搭檔是誰呢!? | 清水東   | 青山充 為我井克美 | 長峯達也          | 行信三     | 9月10日       | 2月9日          | 10月14日       |
| 32   |                  | 太難了!水靈夫人的作業           | 水靈夫人的功課實在太難了        | 山下憲一 | 奧山美佳          | 座古明史          | 行信三     | 9月17日       | 2月10日         | 10月17日       |
| 33   |                  | 肌肉爆發金肉王現身!             | 肌肉發達的金肉王出現了!         | 山下憲一 | 飯島秀一          | 矢部秋則          | 行信三     | 9月24日       | 2月11日         | 10月18日       |
| 34   |                  | 中秋賞月有羅曼蒂克的氣氛        | 中秋賞月瀰漫住浪漫的氣氛        | 成田良美 | 川村敏江 青山充   | 川田武範          | 井芹達朗   | 10月1日       | 2月12日         | 10月19日       |
| 35   |                  | 一決勝負!風中壘球社加油!        | 決一勝負!加油啊，夕凪中學!              | 村山功   | 篁馨              | 大塚隆史          | 行信三     | 10月8日       | 2月13日         | 10月20日       |
| 36   |                  | 要做什麼呢?舞的煩惱與校慶       | 弄什麼好呢?阿舞的煩惱與文化祭       | 羽原大介 | 河野宏之          | 山吉康夫 矢部秋則 | 行信三     | 10月15日      | 2月16日         | 10月21日       |
| 37   |                  | 大家都是夥伴!向明天躍進!        | 大家都是好同伴!一起飛躍明天!    | 清水東   | 東美帆            | 岡佳廣            | 行信三     | 10月22日      | 2月17日         | 10月24日       |
| 38   |                  | 偶像誕生 日向咲!是真的嗎!?      | 偶像誕生 阿葵真的會當明星!?         | 山下憲一 | 高橋任治          | 岩井隆央          | 行信三     | 10月29日      | 2月18日         | 10月25日       |
| 39   |                  | 珍獸長耳怪大騷動!?              | 奇珍異獸長耳怪的大騷動!?        | 清水東   | 奧山美佳          | 矢部秋則          | 井芹達朗   | 11月12日      | 2月19日         | 10月26日       |
| 40   |                  | 吵死了!金肉王與生日             | 很煩啊!金肉王與阿舞的生日           | 村山功   | 飯島秀一          | 小村敏明 大塚隆史 | 行信三     | 11月19日      | 2月20日         | 10月27日       |
| 41   |                  | 女王有危險!精靈之壺被搶走了!!   | 女王有危險!被搶走的精靈之壺!!   | 成田良美 | 篁馨              | 座古明史          | 行信三     | 11月26日      | 2月23日         | 10月28日       |
| 42   |                  | 歡迎妳們回來!滿和薰!!           | 阿滿、阿薰!歡迎你們回來!!               | 成田良美 | 河野宏之          | 川田武範          | 杦浦正一郎 | 12月3日       | 2月24日         | 10月31日       |
| 43   |                  | 不是做夢!我們同在一起           | 不是做夢!今天大家真的在一起     | 清水東   | 東美帆            | 大塚健 大塚隆史   | 行信三     | 12月10日      | 2月25日         | 11月1日        |
| 44   |                  | 妳們倆會消失?滿和薰的苦惱       | 她們會消失?苦惱的阿滿和阿薰             | 羽原大介 | 高橋任治          | 岡佳廣            | 行信三     | 12月17日      | 2月26日         | 11月2日        |
| 45   |                  | 蛋糕!和也!聖誕節!               | 蛋糕、和也與聖誕節!             | 山下憲一 | 青山充            | 矢部秋則          | 行信三     | 12月24日      | 2月27日         | 11月3日        |
| 46   |                  | 反擊!邪惡大王驚人的力量!        | 反擊!邪惡大王的驚人力量!        | 村山功   | 飯島秀一          | 川田武範          | 行信三     | 2007年 1月7日 | 3月2日          | 11月4日        |
| 47   |                  | 大逆轉!?幕後黑手是誰?           | 大逆轉!?幕後黑手究竟是誰?       | 成田良美 | 奧山美佳          | 岩井隆央          | 行信三     | 1月14日       | 3月3日          | 11月7日        |
| 48   |                  | 最終決戰!被奪走的綠之鄉!        | 最後決戰!被搶走的綠之鄉!        | 山下憲一 | 篁馨              | 大塚隆史          | 行信三     | 1月21日       | 3月4日          | 11月8日        |
| 49   |                  | 超順利的!星光中永遠的夥伴們!    | 好極了!星光中永遠的好朋友!      | 成田良美 | 稻上晃            | 座古明史          | 井芹達朗   | 1月28日       | 3月5日          | 11月9日        |

### 製作人員
- 原作 ： 東堂泉
- 漫畫 ： 上北雙子
- 製作人：大野逸雄（ＡＢＣ）、龜田雅之（ＡＢＣ）、鶴崎（ＡＤＫ）、鷲尾天（東映動畫）
- 系列導演：小村敏明
- 系列構成：長津晴子→成田良美
- 劇本：川崎良、清水東、羽原大介、成田良美、山下憲一
- 角色設計：稻上晃
- 色彩設計：澤田豐二
- 美術設計：行信三
- 製作擔當：坂井和男
- 制作協力 ： 東映
- 制作 ： ABC、ADK、東映動畫

### 主題曲
片頭曲
『★』
作詞：青木久美子　作曲：小杉保夫　編曲：家原正樹　主唱：內八重友賀 with Splash Stars
台灣片頭曲『with Splash Stars』
主唱：艾摩新
片尾曲
（第1～30話）
作詞：青木久美子　作曲：高取秀明　編曲：家原正樹　主唱：五條真由美
（第31～49話）
作詞：青木久美子　作曲：小杉保夫　編曲：家原正樹　主唱：五條真由美 with 

### 電視節目的變遷
| 日本朝日電視台 星期日 8:30-9:00節目 | 日本朝日電視台 星期日 8:30-9:00節目                   | 日本朝日電視台 星期日 8:30-9:00節目 |
| ----------------------------------- | ----------------------------------------------------- | ----------------------------------- |
|                                     | 光之美少女Splash Star （2006年2月5日－2007年1月28日） |                                     |
| 光之美少女Max Heart                 | Yes! 光之美少女5                                      |                                     |

| 台灣東森幼幼台 星期六、日 19:00-19:30節目 （6月28日起改至星期六18:00-18:30播出） （11月22日於星期六17:30-18:00播出） | 台灣東森幼幼台 星期六、日 19:00-19:30節目 （6月28日起改至星期六18:00-18:30播出） （11月22日於星期六17:30-18:00播出） | 台灣東森幼幼台 星期六、日 19:00-19:30節目 （6月28日起改至星期六18:00-18:30播出） （11月22日於星期六17:30-18:00播出） |
| --- | --- | --- |
| | 光之美少女Splash Star （2008年4月26日－2009年1月24日）                                                               | |
| 海綿寶寶 | 海綿寶寶尋寶記 | |
| 台灣東森幼幼台 星期一至五 10:00-10:30節目 （8月7日暫停播出）                                                         | | |
| 不可思議星球的雙胞胎公主 重播                                                                                        | 光之美少女Splash Star 重播 （2009年8月4日－2009年10月12日）                                                          | 櫻桃小丸子 |
| 台灣東森幼幼台 星期五 17:00-18:00節目                                                                                | | |
| 戰龍四驅 17:00-17:30 ↓ 數碼寶貝拯救隊 17:30-18:00                                                                    | 光之美少女Splash Star劇場版 拯救時光精靈 （2010年2月12日）                                                           | 芭比公主三劍客 16:00-17:30 ↓ 歡樂大合戰 17:30-18:00                                                                  |

| 香港翡翠台 星期一 16:15-16:45；星期二至五 16:30-17:00（放學ICU時段內） （1月1日於星期四14:30-15:00播出；1月15日於星期四16:55-17:25播出；1月26日暫停播出） | 香港翡翠台 星期一 16:15-16:45；星期二至五 16:30-17:00（放學ICU時段內） （1月1日於星期四14:30-15:00播出；1月15日於星期四16:55-17:25播出；1月26日暫停播出） | 香港翡翠台 星期一 16:15-16:45；星期二至五 16:30-17:00（放學ICU時段內） （1月1日於星期四14:30-15:00播出；1月15日於星期四16:55-17:25播出；1月26日暫停播出） |
| --- | --- | --- |
| | 光之美少女Ⅲ （2008年12月26日－2009年3月5日） | |
| 摺紙戰士 | 喜羊羊與灰太狼 | |
| 香港翡翠台 星期一至五 15:50-16:20 2011年9月29日、10月12-13日暫停播出                                                                                      | | |
| 奇幻魔法MelodyⅢ | 光之美少女Ⅲ 重播 （2011年8月30日－11月9日） | 全力兔 |
| 香港翡翠台 星期五 09:30-10:30 | | |
| 上海商業銀行特約:交易現場金曲挑戰站 快樂長門人天龍八部之六脈神劍                                                                                          | 光之美少女－時間精靈 （重播，電影版） （2011年4月22日）                                                                                                   | 公益競技大比拼 2011年4月25日 9:15-10:15 寶貝計劃 2011年4月25日 10:15-12:50                                                                                |

## 劇場版

### 電影 光之美少女Splash Star 滴嗒危機一髮

- 日本上映日期：2006年12月9日
  - 同時上映：數碼寶貝拯救隊 究極力量！爆裂模式發動！！

- 台灣於2010年2月12日在東森幼幼台播放時譯名：光之美少女電影版－拯救時光精靈
- 香港於2010年4月9日在翡翠台播放時譯名：光之美少女－時間精靈，并於2011年4月22日在翡翠台重播。
- 本作是光之美少女劇場版作品中唯一一部時長未超過1小時的作品。

#### 故事簡介
咲以及夥伴們準備參加社區的演唱比賽，在參賽期間突然間時間停止了，原來是邪惡的新敵人通過城鎮裡最古老的鐘進入了時鐘之鄉（Village of Clocks）並囚禁了無限時鐘的精靈令所有世界的時間停止，小葵一行人跟隨冒出的指針精靈闖入古老時鐘到了時鐘之鄉，並和敵人決戰荒野沙漠且困在敵人設計的迷宮中，為了拯救時鐘之鄉精靈，光之美少女們與時間守護神、精靈捍衛世界！

#### 登場人物
沙羅影（Sirloin）
配音：速水獎（日本）；李景唐（台灣）；潘文柏（香港）
從闇之深淵來的敵人，藉由城鎮上的古老時鐘來到時鐘之鄉，想讓時間停止掌握世界。外表高大、非常自大。將光之美少女與精靈吸入自己皮箱裡的迷宮，後因光之美少女逃離迷宮，而惱怒變成真身牛魔王，最後被光之美少女、時間精靈和時間守護神的力量消滅。
作戰機靈且快速敏捷。遠距離戰鬥可用雙手握出一顆沙暴球、用手一揮使出沙牆、沙柱，近距離戰鬥憑用手腳。
後來在DX3中復活，與穆舒凡聯手交戰黑天使、花天使、夢天使、桃天使、花蕾天使和旋律天使，最後超獸化被月天使、風天使以光之美少女 轉轉星光 Splash再度消滅。
其名字源自于英文“牛腰肉（Sirloin）”，暗示他的牛魔王真身。
時針子（Hours）
配音：菊池正美（日本）；傅其慧（台灣）；袁淑珍（香港）
「時鐘之鄉」的短針精靈，平時附於無限的時鐘上，外型像烏龜，個性急躁，是分針子的好朋友。
名稱源自於英文「小時（Hours）」。
分針子（Minutes）
配音：TARAKO（日本）；馮嘉德（台灣）；黃鳳英（香港）
「時鐘之鄉」的長針精靈，平時附於無限的時鐘上，外型像兔子，個性和善，是時針子的好朋友。
名稱源自於英文「分鐘（Minutes）」。
向井亞紀
配音：向井亞紀（日本）；林美秀（台灣）；林芷筠（香港）
客串人物，現實日本的藝人，在劇中擔任評審。
內八重由賀
配音：內八重由賀（日本）；楊凱凱（台灣）；許盈（香港）
客串人物，現實日本的藝人，在劇中擔任評審。

### All Stars 系列電影
主條目：All Stars 系列電影
光之美少女 All Stars DX 大家都是朋友☆奇蹟的全員大集合！
光之美少女 All Stars DX2 希望之光☆守護彩虹寶石！
光之美少女 All Stars DX3 傳達到未來！連結世界☆彩虹之花！
光之美少女 All Stars New Stage 未來的朋友
光之美少女 All Stars New Stage2 心之朋友
光之美少女 All Stars New Stage3 永遠的朋友
光之美少女 All Stars 春之嘉年華♪
光之美少女 All Stars 大家歌唱吧♪奇跡的魔法！
HUG！光之美少女♡光之美少女 All Stars Memories
光之美少女 All Stars F

## 延伸性續集
- 希望之力～成年光之美少女'23～

## 外部連結
- 光之美少女Splash Star（页面存档备份，存于） （ABC）（日語）
- 光之美少女Splash Star（页面存档备份，存于） （東映動畫）（日語）
- 電影 光之美少女Splash Star 滴嗒危機一髮!（页面存档备份，存于） （東映動畫）（日語）
- 電影 光之美少女全員大集合（页面存档备份，存于） （東映動畫）（日語）